# Ptyelus irroratus
Ptyelus irroratus är en insektsart som först beskrevs av Maximilian Spinola 1850.  Ptyelus irroratus ingår i släktet Ptyelus och familjen spottstritar. Inga underarter finns listade i Catalogue of Life.